# Gary Bettenhausen
Gary Bettenhausen (ur. 18 listopada 1941 roku w Tinley Park, zm. 16 marca 2014 roku w Monrovi) – amerykański kierowca wyścigowy.

## Kariera
Bettenhausen rozpoczął karierę w międzynarodowych wyścigach samochodowych w 1966 roku od startów w USAC National Championship, gdzie jednak nie zdobywał punktów. W późniejszym okresie Amerykanin pojawiał się także w stawce USAC National Sprint Car Series, USAC National Midget Series, NASCAR Grand National,  USAC National Sprint Car Series, USAC National Silver Crown, NASCAR Winston Cup, USAC Mini-Indy Series, CART Indy Car World Series, Indianapolis 500, USAC Gold Crown Championship oraz USAC Coors Light Silver Bullet Series.
W CART Indy Car World Series CaBettenhausenter startował w latach 1980-1994, 1996. W pierwszym sezonie startów dwukrotnie stawał na podium. Uzbierane 1057 punktów dało mu dziewiąte miejsce w klasyfikacji generalnej. W kolejnych latach sporadycznie zdobywał punkty.